# Pia Paust-Lassen
Pia Paust-Lassen (* 7. Dezember 1956 in West-Berlin) ist eine deutsche Umweltwissenschaftlerin und Politikerin (Alternative Liste, Bündnis 90/Die Grünen). Sie gehörte von 1995 bis 1999 dem Abgeordnetenhaus von Berlin an.

## Leben
Pia Paust-Lassen absolvierte nach dem Abitur 1975 ein Studium des Technischen Umweltschutzes an der Technischen Universität Berlin mit Abschluss als Diplom-Ingenieurin. Sie leitete als Geschäftsführerin eine Firma im Bereich der Europäischen Kommunikation und war an der Freien Universität Berlin im Europäischen Netzwerkprojekt „Sustainability Strategy“ tätig.

## Politik
Paust-Lassen war zunächst Mitglied der Alternativen Liste. Von 1989 bis 1995 und erneut von 1996 bis 2000 hatte sie ein Mandat in der Bezirksverordnetenversammlung des Bezirks Tiergarten inne. Bei der Abgeordnetenhauswahl 1995 erhielt sie ein Mandat über die Landesliste von Bündnis 90/Die Grünen.